# پل راونی
پل راونی (انگلیسی: Paul Rowney؛ زادهٔ ۲ دسامبر ۱۹۷۰) دوچرخه‌سوار اهل استرالیا است. وی در بازی‌های المپیک تابستانی ۲۰۰۰ شرکت کرده است.